# Globularia montiberica
Globularia montiberica är en grobladsväxtart som beskrevs av G. Lopez Gonzalez. Globularia montiberica ingår i släktet bergskrabbor, och familjen grobladsväxter. Inga underarter finns listade i Catalogue of Life.